# Ann-Marie Pelchat
Ann-Marie Pelchat (* 30. Mai 1974 in Lévis, Québec) ist eine ehemalige kanadische Freestyle-Skifahrerin. Sie startete in den Buckelpisten-Disziplinen Moguls und Dual Moguls.

## Werdegang
Pelchat startete zu Beginn der Saison 1994/95 in Tignes erstmals im Weltcup und errang dort den 28. Platz. Im weiteren Saisonverlauf erreichte sie in Oberjoch mit dem zehnten Platz auf der Buckelpiste ihre erste Top-Zehn-Platzierung und zum Saisonende den 16. Platz im Moguls-Weltcup. In den folgenden Jahren kam sie in der Saison 1995/96 auf den 14. Platz im Moguls-Weltcup sowie auf den neunten Rang im Dual-Moguls-Weltcup und in der Saison 1996/97 auf den 16. Platz im Moguls-Weltcup sowie auf den 11. Rang im Dual-Moguls-Weltcup. Zudem belegte sie bei den Weltmeisterschaften 1997 im Iizuna Kōgen Sukī-jō den 14. Platz im Moguls. Nach vier Siegen und zwei zweiten Plätzen beim Australian New Zealand Cup zu Beginn der Saison 1997/98, erreichte sie mit dem dritten Platz im Dual Moguls in Tignes sowie mit dem zweiten Rang im Dual Moguls in Châtel ihre ersten und einzigen Podestplatzierungen im Weltcup und zum Saisonende den 17. Platz im Moguls-Weltcup sowie den fünften Rang im Dual-Moguls-Weltcup. Beim Saisonhöhepunkt, den Olympischen Winterspielen 1998 in Nagano, wurde sie Fünfte im Moguls. Im folgenden Jahr belegte sie mit zwei Top-Zehn-Platzierungen den 35. Platz im Gesamtweltcup und bei den Weltmeisterschaften in Meiringen-Hasliberg den 16. Platz im Moguls sowie den neunten Rang im Dual Moguls. In der Saison 1999/2000 siegte sie viermal im Australian New Zealand Cup und erreichte mit dem 28. Platz im Gesamtweltcup sowie mit dem 14. Platz im Moguls-Weltcup ihre besten Gesamtergebnisse. Bei den Weltmeisterschaften im Januar 2001 in Whistler errang sie den 33. Platz im Moguls. Letztmals im Weltcup startete sie im März 2002 in Madarao, wobei sie den 21. Platz im Moguls errang.

## Teilnahmen an Weltmeisterschaften und Olympischen Winterspielen

### Olympische Spiele
- 1998 Nagano: 5. Platz Moguls

### Weltmeisterschaften
- 1997 Iizuna Kōgen: 14. Platz Moguls
- 1999 Meiringen-Hasliberg: 9. Platz Dual Moguls, 16. Platz Moguls
- 2001 Whistler: 33. Platz Moguls

## Weltcup-Gesamtplatzierungen
Pelchat nahm an 78 Weltcups teil und erreichte 23 Top-Zehn-Platzierungen sowie zwei Podestplatzierungen.
| Saison    | Gesamt | Gesamt | Moguls | Moguls | Dual Moguls | Dual Moguls |
| Saison    | Punkte | Platz  | Punkte | Platz  | Punkte      | Platz       |
| --------- | ------ | ------ | ------ | ------ | ----------- | ----------- |
| 1994/95   | 48     | 45.    | 336    | 16.    | –           | –           |
| 1995/96   | 35     | 43.    | 436    | 14.    | 116         | 9.          |
| 1996/97   | 49     | 47.    | 244    | 16.    | 232         | 11.         |
| 1997/98   | 48     | 47.    | 240    | 17.    | 296         | 5.          |
| 1998/99   | 36     | 35.    | 144    | 18.    | 84          | 15.         |
| 1999/2000 | 55     | 28.    | 220    | 14.    | 8           | 28.         |
| 2000/01   | 26     | 52.    | 104    | 27.    | –           | –           |
| 2001/02   | 25     | 55.    | 148    | 25.    | 4           | 32.         |